# Spencer (Ohio)
Spencer ist ein Village  des Spencer Townships im Westen des Kreisgebiets von Medina County, Ohio, Vereinigte Staaten.
Die Ortschaft liegt in der Mitte des quadratischen Spencer Township, etwa 40 km südlich des Eriesees und knapp 12 km genau westlich von Medina, der nächsten größeren Stadt. Spencer ist die einzige Ortschaft im Township, die restlichen 1682 der insgesamt 2429 Bewohner von Spencer Township leben in kleinen Ansiedlungen außerhalb der Grenzen des Village. Das Dorf liegt an der Kreuzung der beiden Regionalstraßen 162 und 301, das Dorfzentrum liegt auf 278 m über dem Meeresspiegel.
Bei der Volkszählung 2000 bestand die Bevölkerung von Spencer (Village) aus 747 Einwohnern, die eine Fläche von 2,6 km² besiedelten. Etwas mehr als 99 % davon waren Weiße. Das Pro-Kopf-Einkommen betrug 16.708 US-Dollar, knapp vier Prozent lebten unter der Armutsgrenze. Über ein Viertel der Bevölkerung hat deutsche Wurzeln.
Benannt ist der nach 1823 gegründete Ort nach einem örtlichen Mühlenbesitzer namens Calvin Spencer als Gegenleistung dafür, dass er das Bauholz für eine Schule bereitstellte.